# Julian Green
Julian Green (ur. 6 czerwca 1995 w Tampie) – amerykański piłkarz niemieckiego pochodzenia występujący na pozycji środkowego lub ofensywnego pomocnika, skrzydłowego lub napastnika w niemieckim klubie Greuther Fürth oraz w reprezentacji Stanów Zjednoczonych. Uczestnik Mistrzostw Świata 2014.

## Sukcesy

### Bayern Monachium
Zdobyte tytuły w barwach Bayernu, w czasie gdy przebywał na wypożyczeniu w Hamburger SV. 
- Klubowe mistrzostwo świata: 2013
- Mistrzostwo Niemiec: 2013/2014, 2015/2016
- Puchar Niemiec: 2013/2014, 2015/2016
- Superpuchar Niemiec: 2016

### VfB Stuttgart
- Mistrzostwo 2. Bundesligi: 2016/2017